# 少鱗棘首鯛
少鱗棘首鯛（學名：Pristilepis oligolepis）為輻鰭魚綱金眼鯛目金鱗魚亞目金鱗魚科的其中一種。

## 分布
本魚分布於印度太平洋區，包括留尼旺、日本、越南、澳洲、羅德豪島、紐西蘭、復活節島、夏威夷群島、智利海域，棲息深度14-220公尺

## 形態
本魚體長可達30公分。

## 生態
本魚棲息在礁石區的洞穴或縫隙，夜行性。